# 日産ワイドサタデー
日産ワイドサタデー（にっさんワイドサタデー）はRKB毎日放送（RKBラジオ）で放送されていた、土曜午後のワイド番組に内包、ないしは番組タイトルとして用いられたコーナーである。

## 番組概要
1970年代から放送されており、土曜午後のワイド番組でサブタイトルとして放送されてきた。
当初は13時台・14時台の2時間枠であり『走れ!歌謡曲 〜日産・ワイドサタデー』としてスタートした。
1984年、『土曜ワイドラジオ九州』に内包、以降は『遊遊ステーション』『カジュアル天国 安藤豊のそーですなぁ』に至る間、インサート形式として放送されながら引き継がれていった。
1998年の改編で『そーですなぁ』の枠が13時を境に『たかちゃんの電リクじゃんけん』と『あべちゃんトシ坊!こりない二人』に分割され、「こりない二人」に「日産ワイドサタデー」が移行、前半2時間が当該番組となり、コンプレックス形式へと変更された。
2009年3月をもって、14時台の協賛を取りやめ。13時台のみを『日産ワイドサタデー』とし、2018年4月開始の『土曜deアミーゴ!』以降にも引き継がれた。しかし、『土曜 de R。』途中の2022年6月いっぱいで残る13時台の協賛も終了し、『日産ワイドサタデー』の名称も消滅した。『土曜 de R。』自体もその3ヶ月後の9月を以って終了し、当該時間帯の自社制作のワイド番組自体の制作からも撤退した。

## 放送時間と関連番組
| 放送期間               | 放送時間      | 関連番組 パーソナリティ                                                | 備考                            |
| ---------------------- | ------------- | ---------------------------------------------------------------------- | ------------------------------- |
| 1970年代 -             | 13:05 - 15:00 | 走れ!歌謡曲 〜日産・ワイドサタデー                                     | -                               |
| 1984年 -               | 13:05 - 15:00 | 土曜ワイドラジオ九州 中村基樹→大関正矩 林田スマ                        | インサート番組化                |
| 1991年 -               | 13:05 - 15:00 | 遊遊ステーション 井上里瑠 大村由紀子                                   |                                 |
| 1993年 -               | 13:05 - 15:00 | ラジオ快獣 OZIRA 中西一清 大村由紀子                                   |                                 |
| 1995年 -               | 13:05 - 15:00 | カジュアル天国 安藤豊のそーですなぁ 安藤豊 富永倫子                    |                                 |
| 1998年 - 2009年3月     | 13:05 - 15:00 | あべちゃんトシ坊!こりない二人の 日産ワイドサタデー あべやすみ 仲谷一志 | コンプレックス番組化            |
| 2009年4月 - 2018年3月  | 13:05 - 13:59 | あべちゃんトシ坊!こりない二人の 日産ワイドサタデー あべやすみ 仲谷一志 | 1時間短縮                       |
| 2018年4月 - 2020年9月  | 13:00 - 13:54 | 日産ワイドサタデー 土曜deアミーゴ! TOM G 三好ジェームス 武田伊央       | 5分拡大                         |
| 2020年10月 - 2022年6月 | 13:00 - 13:54 | 日産ワイドサタデー 土曜 de R。 栗田善太郎 冨士原圭希                   | 番組そのものは2022年9月まで継続 |

## 主なコーナー
土曜ワイドラジオ九州
- テーマ特集 - 毎週テーマを決めリスナーから、電話によりテーマに沿ったホットライン（意見、感想）を受ける

カジュアル天国 安藤豊のそーですなぁ
- 男の言い分 女の言い分
- なるほど”メッセージ”
- 遠くからいらっしゃい!
- おじさんだって遊びたい!
- なるほどレポート

あべちゃんトシ坊!こりない二人
- クイズ あ・な・たが決め手!
- ラジオすごろく
- ももちDEいっしょに遊びましょ!
- ニッサンインフォメーション
- お天道さまはお見とお〜し

番組内で「RKBヘッドライン」「RKB天気予報」「RKB交通情報」は随時放送。13時冒頭の「RKBヘッドライン」は当初は内包されていなかったが、『土曜deアミーゴ!』以降は内包されている。

## スポンサー
- 福岡県内 日産自動車販売会社グループ各社
  - 福岡日産自動車
  - 日産プリンス福岡販売
  - 北九州日産モーター
  - 日産部品九州販売

### 過去に名を連ねた関連会社
- 日産サニー福岡

## プロ野球中継との関係
RKBラジオでは福岡ソフトバンクホークスの対戦を中継する『RKBエキサイトホークス』を放送しており、週末はデーゲームを行っているものの、当番組が15:00まで放送されていたころは中継ができなかった（番組開始時点のライオンズ戦も同様）。
2010年シーズンからは提供枠が縮小されたため、13:59まで番組を放送した後、『RKBエキサイトホークス デーゲーム中継』を行えるようになった。ただし、ネット局がいることや、そこまでの中継素材は必要なことから、13時台はJRN向け素材録音及びビジター地元局への裏送りを実施している。2018年からはさらに開始時刻を5分繰り上げて13:54から中継を行っているが、素材録音と裏送り中継は継続している。
なお、開幕カードやクライマックスシリーズなどで13:00からホークスの試合が組まれる場合、例外的に当番組を休止し12:55からエキサイトホークスを放送することがある。その場合でも13時台は福岡日産販売グループ1社提供となり、14時以降野球中継のスポンサーと入れ替わる。
『日産ワイドサタデー』の廃枠に伴い、2023年シーズンのみは、土曜日のホークス戦デーゲームについてもすべて試合開始から中継されることになったが、2024年シーズンからは15時台の『GOGO競馬サタデー!』の通年放送化により、14時台以前と16時台以降の中継に縮小された。